# Clark Graebner
Clark Edward Graebner, född 4 november 1943 i Cleveland, Ohio, är en amerikansk högerhänt tidigare professionell tennisspelare, med störst framgång som dubbelspelare.

## Tenniskarriären
Clark Graebner blev professionell spelare 1969 (från 1972 ATP-proffs) och vann 1972-1976 fyra singel- och 10 dubbeltitlar på ATP-touren. Dessförinnan hade Graebner vunnit flera turneringssegrar. Bland singeltitlarna märks Amerikanska grusmästerskapen (1968), Amerikanska hard court-mästerskapen (1969) och Amerikanska inomhusmästerskapen (1971). Perioden 1963-70 vann han dubbeltiteln i Amerikanska grusmästerskapen sex gånger.     
Sin största framgång som singelspelare noterade Graebner 1967 då han nådde final i Grand Slam-turneringen Amerikanska mästerskapen. I finalen ställdes han mot australiern John Newcombe, som vann med 6-4, 6-4, 8-6.  
Sin förnämsta dubbeltitel vann Graebner 1966 tillsammans med landsmannen Dennis Ralston i Franska mästerskapen. I finalen besegrade de det rumänska spelarparet Ilie Nastase/Ion Ţiriac (6-3, 6-3, 6-0). Han nådde också dubbelfinalen 1966 i Amerikanska mästerskapen tillsammans med Marty Riessen, en final som de förlorade mot australierna Roy Emerson/Fred Stolle (4-6, 4-6, 4-6).  
Clark Graebner deltog i det amerikanska Davis Cup-laget 1965-68. Han spelade totalt 20 matcher och vann 16 av dessa. Mest lyckosam var han säsongen 1968 då han tillsammans med Arthur Ashe förde laget till världsfinal (Challenge Round) mot Australien. I finalmötet besegrade både Graebner och Ashe i singelspelet Australiens Ray Ruffels, medan endast Graebner lyckades besegra Bill Bowrey. USA vann mötet med 4-1 i matcher och blev därmed cup-mästare. Mötet, som gick av stapeln i sydaustraliska Adelaide, lockade inte fler än cirka 6.000 åskådare, mot cirka 25.000 i motsvarande final tio år tidigare, en indikator på ett sviktande publikintresse för DC-evenemangen.  

## Spelaren och personen
Clark Graebner var i början av sin karriär endast måttligt framgångsrik, men enligt Hedges ökade han sin spelstyrka markant sedan han 1967 bytte ut sin träracket mot en då modern racket med stålram (Wilson T-2000). Han spelade ett typiskt attackerande serve-volleyspel och är särskilt känd för sin mycket kraftfulla serve. Den uppmättes vid ett tillfälle till 112 mph (motsvarar cirka 180 km/timme).
Clark Graebner är gift med den framgångsrika tennisspelaren Carole Caldwell Graebner som under 1960-talet tillhörde den amerikanska eliten.

## Grand Slam-titlar
- Franska mästerskapen
  - Dubbel - 1966 med Dennis Ralston

## Övriga titlar somATP-proffs
- Singel - 1971; Merion, Salisbury, South Orange; 1973; Des Moines
- Dubbel - 1976; Boca Raton, 1975; Boca Raton, 1974; Lacosta WCT, 1973; Baltimore, Hampton, Salisbury, 1971; Macon, Merion, 1970; Indianapolis, 1969; Indianapolis